# Aquí Les Luthiers
Aquí Les Luthiers es un recital del conjunto argentino de instrumentos musicales informales Les Luthiers, realizado especialmente para la edición número 45 del Festival Folclórico de Cosquín. Fue presentado por única vez el 28 de enero de 2005, en la Plaza Próspero Molina de la ciudad de Cosquín, Córdoba, Argentina, sede tradicional del festival.

## Programa
1. El Explicado (Gato Didáctico)
Estreno: Recital '75 (1975)
Otras apariciones: Mastropiero que nunca (1979), Las obras de ayer (2002)
2. Añoralgias (Zamba Catástrofe)
Estreno: Luthierías (1981)
Otras apariciones: Recital sinfónico '86 (1986), El grosso concerto (2001)
3. Recitado Gauchesco (Milonga Campera)
Estreno: Recital '73 (1973)
Otras apariciones: Viejos fracasos (1976), Luthierías (1981)
4. Payada de la Vaca (Payada)
Estreno: Mastropiero que nunca (1977)
Otras apariciones: Mastropiero que Nunca
5. Epopeya de los Quince Jinetes (Oratorio Autóctono)
Estreno: Humor dulce hogar (1985)
Otras apariciones: No
Fuera de Programa:
6. La Yegua Mía (Triunfo/Empate)
Estreno: Recital '74 (1974)
Otras apariciones: No
7. Candonga de los Colectiveros (Candombe-Milonga)
Estreno: Querida Condesa (1970)
Otras apariciones: No